# Srebrnodziobek afrykański
Srebrnodziobek afrykański (Euodice cantans) – gatunek małego ptaka z podrodziny mniszek (Lonchurinae) w obrębie rodziny astryldowatych (Estrildidae). W dwóch podgatunkach występuje w okolicach Sahelu, we wschodniej Afryce oraz w południowej części Półwyspu Arabskiego. Jest ptakiem ozdobnym.
oDługość ciała wynosi około 11 cm, natomiast masa ciała 10–14 g. W upierzeniu dominuje barwa piaskowobrązowa. Wierzch ciała jest ciemniejszy, skrzydła natomiast brązowawe. Czoło i ciemię pokrywają drobne cętki. Spód ciała piaskowobrązowy, brzuch biały. Międzynarodowy Komitet Ornitologiczny (IOC) wyróżnia dwa podgatunki – E. c. cantans oraz E. c. orientalis. Zasięg pierwszego z nich obejmuje okolice Sahelu oraz Afryki Wschodniej, natomiast drugiego południowy Półwysep Arabski.
Środowiskiem życia tych ptaków są różnorodne suche obszary, głównie nizinne, jednak do wysokości 2400 m n.p.m. Żywią się nasionami traw, roślin zielnych oraz krzewów. Są towarzyskie, nierzadko można zobaczyć je w stadach. Pora lęgów zmienna, zależna od rejonu występowania. Srebrnodziobki afrykańskie mogą budować własne gniazda, będące kulistymi strukturami ze źdźbeł traw i łodyg, lub wykorzystywać stare gniazda wikłaczy (Ploceidae). Zniesienie liczy 3–6 jaj, inkubacja trwa 11–13 dni. Młode po blisko 21 dniach życia są w pełni opierzone, zaś po kolejnym miesiącu samodzielne. Według IUCN jest to gatunek najmniejszej troski (LC; 2018). Występuje w kilku parkach narodowych.

## Taksonomia

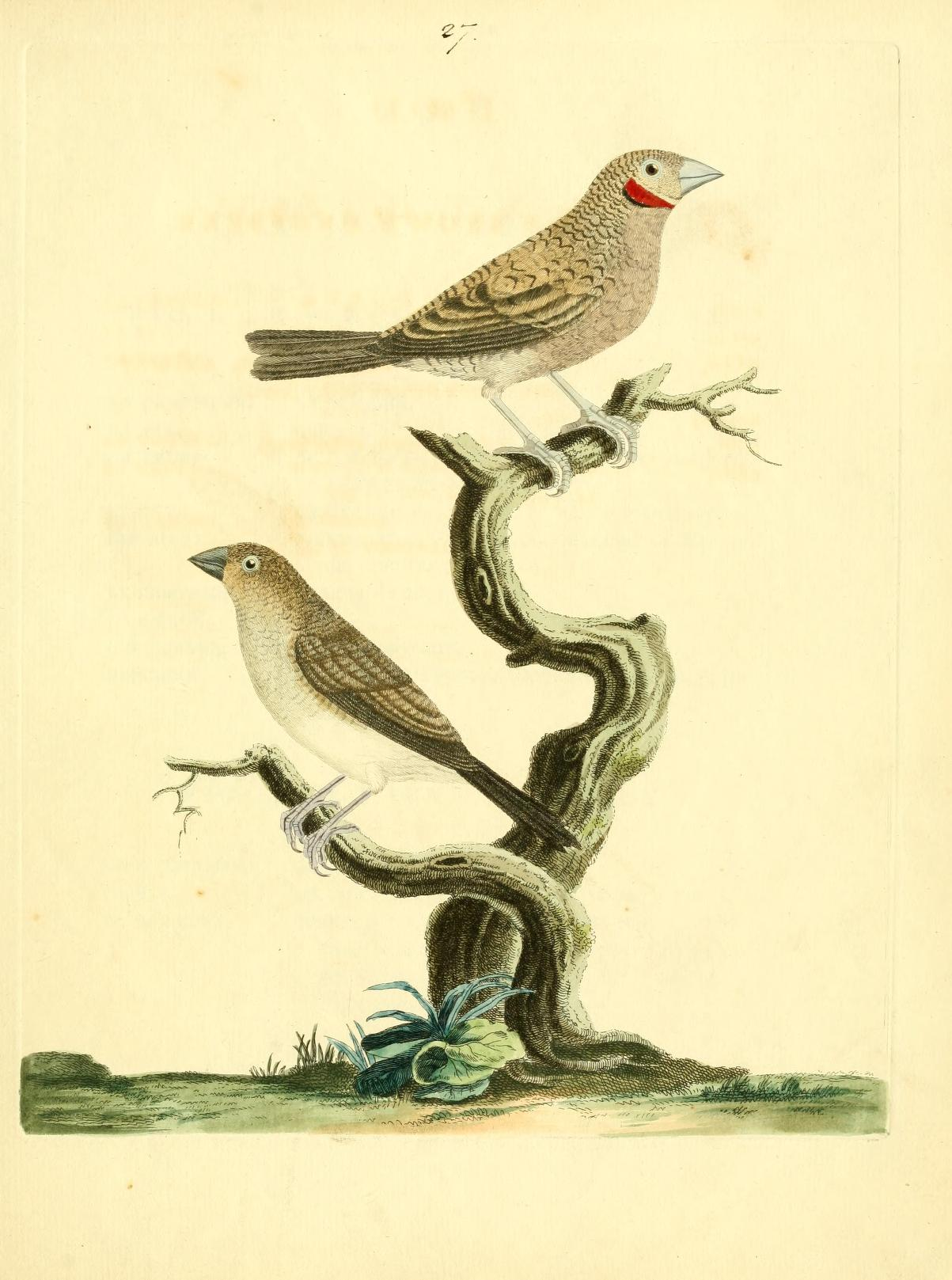
Tablica przedstawiająca srebrnodziobka afrykańskiego oraz amadynę obrożną (Amadina fasciata); 1776

Po raz pierwszy zgodnie z zasadami nazewnictwa binominalnego gatunek ten opisał Johann Friedrich Gmelin w 13. wydaniu Systema Naturae (1789). Nadał mu nazwę Loxia cantans. Jako miejsce pochodzenia holotypu podał po prostu Afrykę. W 1918 W.L. Sclater i Mackworth-Praed formalnie zawęzili tę lokalizację do Dakaru. Wcześniejsi niemieccy autorzy oraz George Ernest Shelley wskazywali jedynie na Afrykę Zachodnią. Wcześniej Shelley ustalił, że musiała być to Senegambia, ponieważ Louis Jean Pierre Vieillot znał już tego ptaka właśnie z jej obszaru. Wcześniej, w 1783, gatunek opisał pod zwyczajową nazwą Warbling Grosbeak John Latham, na którego powołał się Gmelin w swoim opisie. Kilka tych ptaków, także i o odstającym od przeciętnego ubarwieniu, miał posiadać w swoich zbiorach (będących podwaliną pod Leverian Museum) angielski kolekcjoner Ashton Lever. Uprzednio w 1776 w Nouvelles illustrations de zoologie ukazała się tablica barwna przedstawiająca srebrnodziobka afrykańskiego oraz amadynę obrożną (Amadina fasciata); do owej tablicy nawiązał Latham w swoim opisie.
Obecnie (2025) Międzynarodowy Komitet Ornitologiczny umieszcza gatunek w rodzaju Euodice, obejmującym dwa gatunki – srebrnodziobka afrykańskiego oraz indyjskiego (E. malabarica). Klasyfikacja tego gatunku była sporna, podobnie jak i samego rodzaju. Bywał uznawany za konspecyficzny ze srebrnodziobkiem indyjskim, z którym może krzyżować się, dając płodne mieszańce. Pierwsze szersze badanie przeprowadził C.J.O. Harrison w 1964. Przedstawiciele obydwu gatunków mają podobne zawołania oraz kolorystykę. Harrison wywnioskował, że są to oddzielne gatunki, a ich przedstawiciele różnią się upierzeniem i pieśnią oraz preferują krzyżowanie się w obrębie własnych gatunków, czyli z ptakami o podobnych fenotypach (kojarzenie wybiórcze). Podobnie i w niewoli wolą ptaki własnego gatunku. W południowej części Półwyspu Arabskiego zasięgi obydwu gatunków nachodzą się, jednak do kojarzenia się srebrnodziobków nie dochodzi w naturze. W 1985 wyniki swoich badań z użyciem elektroforezy białek opublikowali Ryozo Kakizawa i Masayoshi Watada. Przebadali 26 loci. Potwierdziły one hipotezę Harrisona o odrębności srebrnodziobków; dystans genetyczny między nimi wyniósł 0,063. Rozdział ten został zaakceptowany przez Sibleya i Monroego (1990).
Badacze nie byli również zgodni w kwestii przynależności rodzajowej srebrnodziobka afrykańskiego i indyjskiego. Rodzaj Euodice został opisany już w 1862 przez niemieckiego ornitologa Ludwiga Reichenbacha. W 1968 Mayr et al. zasugerowali, że można do tego rodzaju wydzielić srebrnodziobki oraz mniszkę łuskolicą (Odontospiza caniceps, syn. Lonchura griseicapilla), z czym nie zgodził się Christidis po przeprowadzeniu badań genetycznych, których wyniki ukazały się w 1986. Przeprowadzono również badania oparte na sekwencjonowaniu genu kodującego cytochrom b. Według wyników badań, które ukazały się w 2009, srebrnodziobki oraz kraśniczek diamentowy (Stagonopleura guttata) tworzą zwarty klad wyraźnie odrębny od pozostałych. Liczy sobie blisko 11 mln lat.

### Podgatunki
IOC wyróżnia dwa podgatunki – nominatywny oraz Euodice cantans orientalis. Drugi z podgatunków opisany został w 1901 przez Ludwiga von Lorenz-Liburnau i Carla Hellmayra. Uznali go za odrębny gatunek, Aedemosyne orientalis, występujący we wschodniej części zasięgu uznawanego dotychczas za jeden gatunek. Jego przedstawiciele mieli odróżniać się od tych formy nominatywnej zastąpieniem niektórych rdzawych obszarów ciała bielą. Autorzy nie wskazali miejsca odłowienia holotypu, jednak wiadomo, że decyzję potwierdził Anton Reichenow po przebadaniu okazów pochodzących z berlińskiego muzeum.
Wyróżniono dwie prawdopodobne formy przejściowe – E. c. inornata i E. c. baraensis, występujące we wschodniej Afryce. Pierwsza z form, E. c. inornata, opisana została w 1913 na podstawie holotypu pozyskanego 19 marca 1910 w Ad-Duwajm nad Nilem Białym przez Edgara A. Mearnsa (Sudan). Była to samica, przekazana została do Muzeum Historii Naturalnej w Waszyngtonie. Badanie zmienności tych ptaków w regionie Somalii i Etiopii utrudnia jednak sytuacja geopolityczna w tym regionie (stan z 2018).
Nieuznawane podgatunkiOpisano również nieuznawane podgatunki. Jednym z nich jest E. c. tavetensis, którego holotyp, pozyskany 17 października 1921 w Simba (Kenia), przechowywany jest w Królewskim Muzeum Afryki Środkowej w Tervuren (stan z 2010). Wcześniej natomiast miał być w posiadaniu Muzeum Historii Naturalnej w Tring. Podgatunek ten został opisany na łamach „Bulletin of the British Ornithologists’ Club” przez Van Somerena (1921). Holotyp E. c. meridionalis, podgatunku wyłonionego przez Mearnsa, pochodził z Kolonii Kenii, włączono go do zbiorów Muzeum Historii Naturalnej w Waszyngtonie.

### Nazewnictwo
Polska nazwa zwyczajowa nie uległa zmianie od czasu jej oficjalnego nadania w 1999 (stan w 2025). Odpowiada nazwie anglojęzycznej – African silverbill. Epitet gatunkowy cantans oznacza z łaciny „śpiewający”. Gatunek opisywano pod licznymi synonimami, podobnie jak i jego podgatunki:
- Loxia cantans (Gmelin, 1789[3], Rüppell, 1835–40[25])
- Aidemosyne cantans (m.in. Sharpe, 1890[25]; Butler, 1894; Nehrkorn, 1899[5]; Mearns, 1913[19])
- Coccothraustes cantans (Vieillot, 1817; von Heuglin, 1856[25])
- Fringilla cantans (Lichteinstein, 1823[25])
- Estrelda cantans (Rüppell, 1845[25])
- Amadina cantans (m.in. Gray, 1849; Strickland, 1850; Hartlub, 1857; Bolle, 1859; Hartlaub, 1861; Blanford, 1870; Gray, 1870[25])
- Uroloncha cantans (m.in. Cabanis, 1850; Sharpe, 1871; Antinori & Salvadori, 1873; Fischer, 1884[25], Shelley, 1905[5])
- Euodeia cantans (Reichenbach, 1861[25])
- Spermestes cantans (Finsch, 1870; Hartlaub, 1870; Fischer & Reichenbach, 1878[25])
- Munia cantans (Shelley, 1886[25])

Ludzie Hausa z Nigru nazywają te ptaki ciriri.

## Genetyka
W latach 70. XX wieku zbadano kariotyp srebrnodziobka afrykańskiego; uzyskano niedokładny wynik 2n=76±2. W nieco późniejszych badaniach (1986) dla przedstawicieli 13 gatunków astryldów, jednak bez udziału srebrnodziobków, uzyskano wynik 2n=78. Niegdyś trend populacji był uznawany przez BirdLife International za spadkowy (w 2018 już za stabilny), co mogło prowadzić do zmniejszenia różnorodności genetycznej. Do 2013 temat ten nie był poruszony w świecie nauki. Podczas pierwszych przeprowadzonych badań przeanalizowano 8 markerów genetycznych opartych na sekwencjach mikrosatelitarnych. Wszystkie były polimorficzne, zawierały od 3 do 9 alleli (przeciętnie 5,25/locus), a przewidywana heterozygotyczność wyniosła 0,606–0,718. Uzyskane informacje mają pomóc przyszłym naukowcom w ustalaniu różnorodności genetycznej, struktury populacji oraz strategii rozrodczych u srebrnodziobków afrykańskich. Według stanu wiedzy z 1997 nie było informacji o żadnych mieszańcach z udziałem srebrnodziobków afrykańskich na wolności. W Handbook of Avian Hybrids of the World zawarte są informacje o krzyżówkach z przedstawicielami 22 innych gatunków. Prócz srebrnodziobka azjatyckiego są to również przedstawiciele Lonchura, krasnogonki: zebrowany (Neochmia modesta) i czerwonobrewy (N. temporalis) oraz obydwa gatunki Taeniopygia. Informacja o domniemanym mieszańcu z kubanikiem większym (Tiaris olivaceus) pochodzi z 1910, zaś sam gatunek bywa umieszczany w rodzinie tanagrowatych (Thraupidae), nie astryldów. W literaturze w 1949 pojawiła się także wzmianka o krzyżówce z kanarkiem (Serinus canaria), jednak nie była poparta żadnymi dodatkowymi informacjami. Obserwacje srebrnodziobków afrykańskich oraz ich krzyżówek z zeberkami pozwoliły Luisowi F. Baptiście ustalić, że przytrzymywanie jedzenia stopą jest u astryldów cechą dziedziczoną dominująco. Srebrnodziobki mają tę zdolność, zeberki jednak nie; 4 mieszańce potrafiły to robić.

## Morfologia

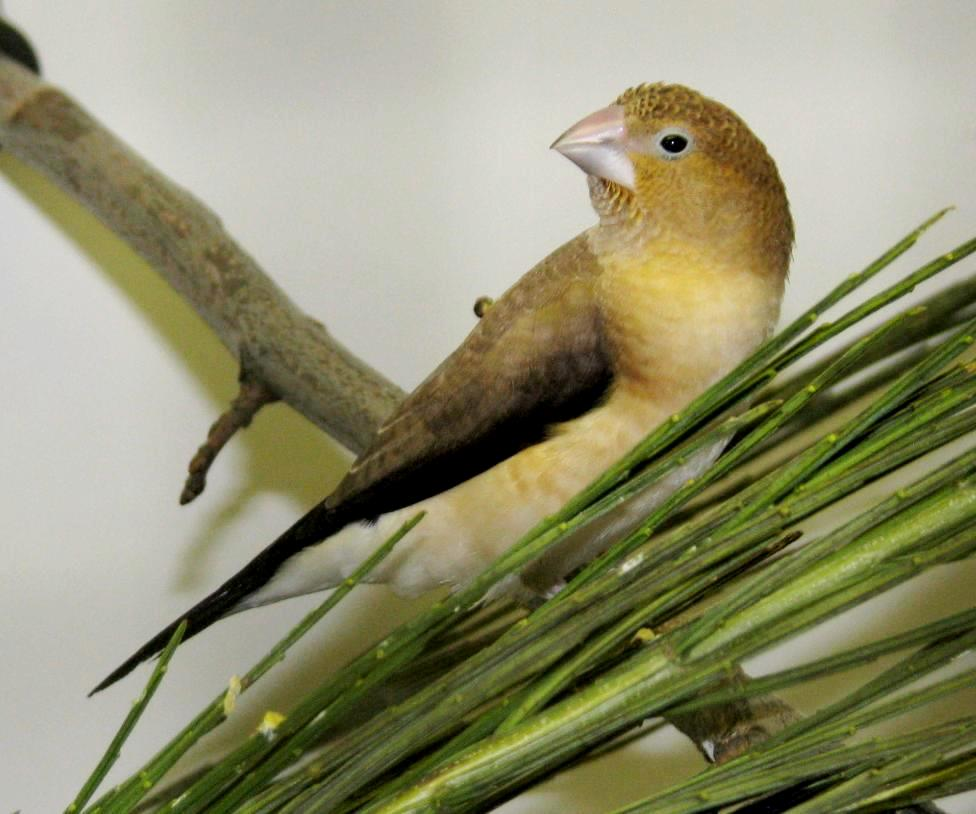
Ptak z wystawy w Bochum, 2011

Długość ciała wynosi około 11 cm, masa ciała 10–14 g (dane dla ptaków podgatunku nominatywnego). Dymorfizm płciowy przejawia się w kształcie sterówek – u samic dwie środkowe są szersze, o bardziej obłych końcach. Srebrnodziobki afrykańskie wyróżniają się stosunkowo dużym rozmiarem oraz niezwykle masywnym dziobem jak na astrylda. Skrzydła są zaokrąglone, szerokie u nasady.
Wierzch ciała porastają jasne, piaskowobrązowe pióra, na czole i ciemieniu mające dodatkowo ciemniejsze środki i jasne krawędzie, co nadaje tym partiom ciała cętkowany wygląd. Na karku owe ciemne plamki przechodzą w prążki, które pokrywają cały wierzch ciała. Najbardziej widoczne są na pokrywach skrzydłowych, lotkach II rzędu i w niższej części grzbietu. Pokrywy pierwszorzędowe, zewnętrzne pokrywy skrzydłowe większe oraz lotki I rzędu wyróżniają się czarniawą barwą, na chorągiewkach zewnętrznych bardziej brązowawą. Kuper, pokrywy nadogonowe i sterówki mają barwę czarną. Środkowe sterówki odznaczają się nieco innym, ostrzej zakończonym kształtem oraz większą długością. Czerń kupra to cecha diagnostyczna w regionie, gdzie współwystępują srebrnodziobki afrykański i indyjskie, bowiem te drugie mają kuper koloru brudnobiałego. Przód głowy i gardło są, podobnie jak grzbiet, piaskowobrązowe, jednak z wyraźnie mniej intensywnym cętkowaniem. Pierś i boki ciała mają barwę płową, brzuch natomiast od płowej po białą. Na bokach ciała dostrzec można prążkowanie. Tęczówka ma barwę orzechową lub brązową, obrączka oczna niebieskoszarą. Dziób o szerokiej, wysokiej nasadzie, tępo zakończony, barwy łupkowej lub niebieskozielonej. Jego górna krawędź jest ciemniejsza. Barwa nóg opisywana różnie jako winnoróżowa, szarofiołkowa, różowa lub niebieskaworóżowa.
| | Samce | Samce   | Samce     | Samice | Samice  | Samice    |
| Długość:                                                                                              | n     | Średnia | Przedział | n      | Średnia | Przedział |
| skrzydła                                                                                              | 10    | 55      | 52–58     | 13     | 54      | 51–56     |
| ogona                                                                                                 | 8     | 43,5    | 30–46     | 7      | 42,4    | 40–46     |
| dzioba                                                                                                | 10    | 11,4    | 11,1–11,8 | 12     | 11,4    | 10,7–11,9 |
| skoku                                                                                                 | 9     | 13,2    | 12,8–13,8 | 13     | 13,3    | 12,8–14,0 |
| Długość dzioba mierzona jest od nasady w czaszce. Dane dotyczą okazów muzealnych z RMNH i dawnego ZMA |       |         |           |        |         |           |

Różnice w poszczególnych wymiarach między samcami a samicami nie są znaczące. Wymiary szczegółowe w milimetrach, dotyczące dorosłych ptaków nieokreślonej płci, przedstawia tabela umieszczona obok. Formuła skrzydłowa: p8>p7=p9>p6>p5>p4>p1. Lotki p6–p8 charakteryzuje emarginacja na chorągiewkach zewnętrznych.
Osobniki młodociane są ubarwione podobnie do dorosłych, jednak barwa płowożółta w upierzeniu ma mniejsze nasycenie, głowa zaś jest ciemniejsza, skrzydełko brązowe (nie czarne), ogon mniej kontrastowy, a zewnętrzna krawędź skrajnie położonych sterówek biała. Mieszańce srebrnodziobka afrykańskiego i azjatyckiego mają różowe kupry, według innego źródła rudawe. W niewoli uzyskano kilka odmian barwnych srebrnodziobków afrykańskich, w tym białą, żółtą (ptaki mają wówczas musztardowy kolor), ino (kremową), czekoladową (ciemnobrzuchą albo czarnobrzuchą), beżową (cynamonową). Polska Federacja Ornitologiczna wyróżnia 8 klas w zależności od odmiany wystawianego ptaka – klasyczną, brunatną (z czerwonym lub żółtym kuprem), agatową, opalową (z czerwonym lub żółtym kuprem), ino (z czerwonym lub żółtym kuprem), szarą, pastelową i czekoladową. Odrębne klasy stanowią mieszanki tych odmian lub nowe, niesklasyfikowane mutacje.

## Zasięg występowania

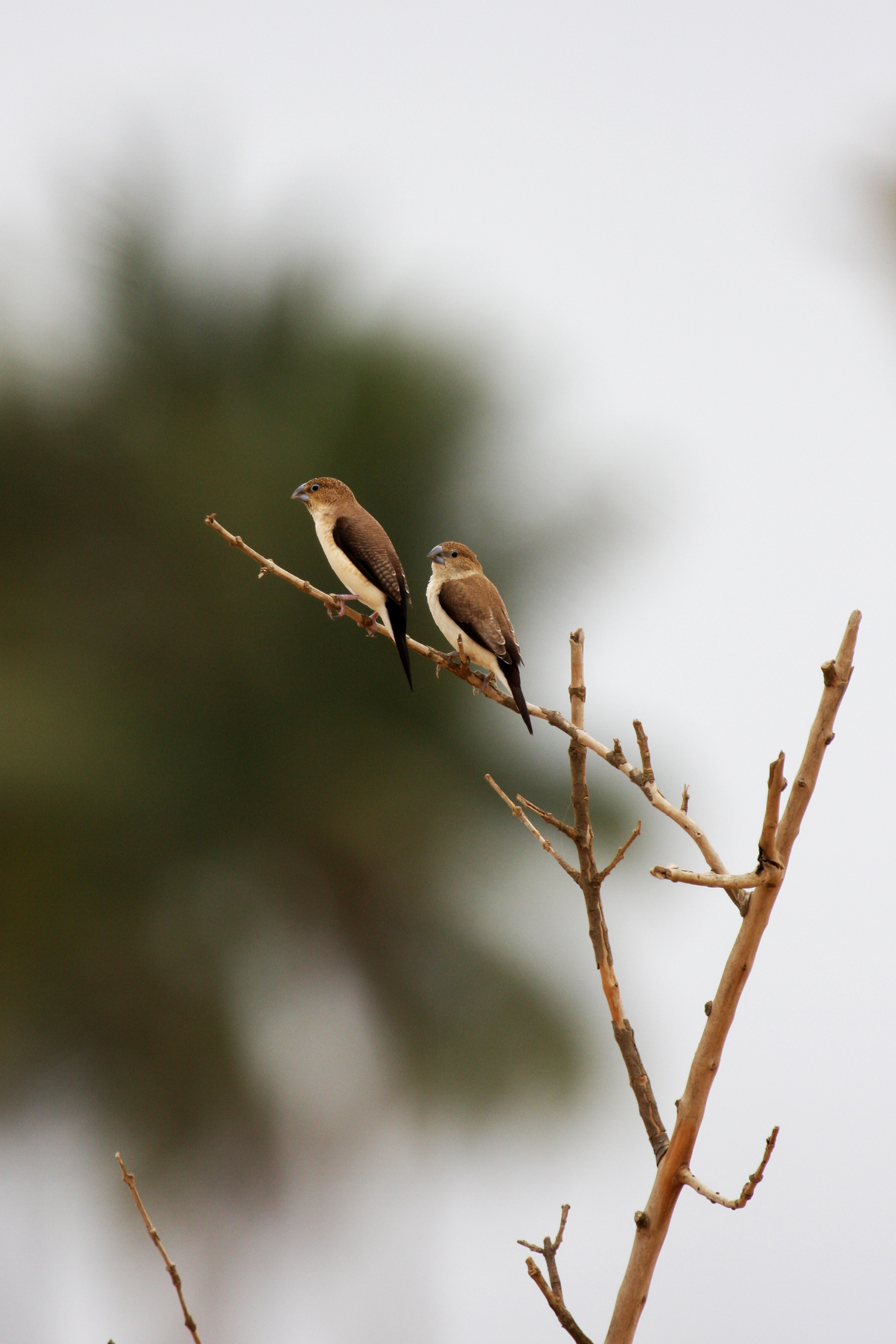
Zdjęcie z Salala, Oman

BirdLife International szacuje zasięg występowania srebrnodziobka afrykańskiego na 16,2 mln km². Zasięg dwóch podgatunków styka się na terenie Sudanu i Sudanu Południowego. Zasięg podgatunku nominatywnego ciągnie się od centralnej i południowej Mauretanii i Senegambii na wschód przez Burkina Faso i północną Ghanę po Niger, północną Nigerię, Czad, zachodni Sudan oraz północno-zachodni Sudan Południowy. Według danych z końca lat 90. XX wieku, najdalej na północ ptaki te występują w Mali, do równoleżnika 17°N, jednak w sierpniu 1998 odnotowano ten gatunek na Saharze w Abalasa, w południowej Algierii (pochodzenie tych ptaków nie było pewne). Wcześniej 6 maja 1952 pozyskano jeden egzemplarz w Tamanrasset, natomiast 12 kwietnia 1970 parę tych ptaków widziano w Amsel, 22 km na południe od Tamanrasset. Izolowana populacja w oazie Bilma (północno-wschodni Niger) prawdopodobnie wywodzi się od ptaków podążających za karawanami.
Przedstawiciele E. c. orientalis w Afryce występują w skrajnie południowo-wschodniej części Egiptu, wschodnim Sudanie, Erytrei, Etiopii, Dżibuti, Somalii, południowo-wschodnim Sudanie Południowym, skrajnie północno-wschodniej części Ugandy, Kenii oraz północnej Tanzanii. Według danych z końca lat 80. XX wieku w Sudanie srebrnodziobki gniazdowały wówczas do równoleżnika 21°N, niedaleko granicy z Egiptem. Ich zasięg obejmuje również południowy Półwysep Arabski – południowo-zachodnią Arabię Saudyjską, Jemen oraz zachodni Oman. Jedno ze źródeł mówi o północnej granicy zasięgu w Dżudda, 22°N, jednak przedstawicieli E. cantans odnotowywano również w Janbu (24°N) i niemal po 26°N. Nie wiadomo jednak, czy ptaki gniazdują tam (w badanym okresie – od 1986, pierwsze stwierdzenie, do 2008). Najdalej na wschód ich zasięg sięga do Zufaru (południk 55°E). W Egipcie srebrnodziobki afrykańskie występują na Gabal Elba. Pierwsze stwierdzenie poza terenem tej góry miało miejsce 30 grudnia 1996, na wyspach rzecznych nieopodal Asuan. W Omanie zasięgi występowania srebrnodziobków: afrykańskiego i australijskiego stykają się. Niegdyś rozdzielone były przez skrajnie pustynny obszar między Zufarem a północnym Omanem, jednak srebrnodziobki indyjskie introdukowano do zachodniej Arabii i Zufaru.
Gatunek został wprowadzony na Hawaje na początku lat 70. XX wieku (pierwsza obserwacja z 1974). Stwierdzane były na Hawaiʻi (po raz pierwszy w maju 1972), Maui (prawdopodobnie począwszy od 1978), Lānaʻi (od 1979), Kahoʻolawe i Molokaʻi (od 1980), Oʻahu i Kauaʻi (1984), Niʻihau (2009). Jedyne stwierdzenie z Północno-Zachodnich Wysp Hawajskich pochodzi z 2011 roku, kiedy to ptak wylądował na pokładzie statku płynącego 110 km na południowy wschód od Nihoa. Na Portoryko introdukowano srebrnodziobki afrykańskie na początku lat 60. XX wieku. Pomyślny lęg miał się odbyć na Merritt Island (Floryda) w czerwcu 1965, jednak ptaki te nie zadomowiły się w tym stanie. Z 1997 pochodzi informacja, jakoby srebrnodziobki afrykańskie nieokreślonego pochodzenia w liczbach 6–10 miały być regularnie widywane i być może gniazdowały w Barrinha de Esmoriz w północnej Portugalii.

## Ekologia i zachowanie

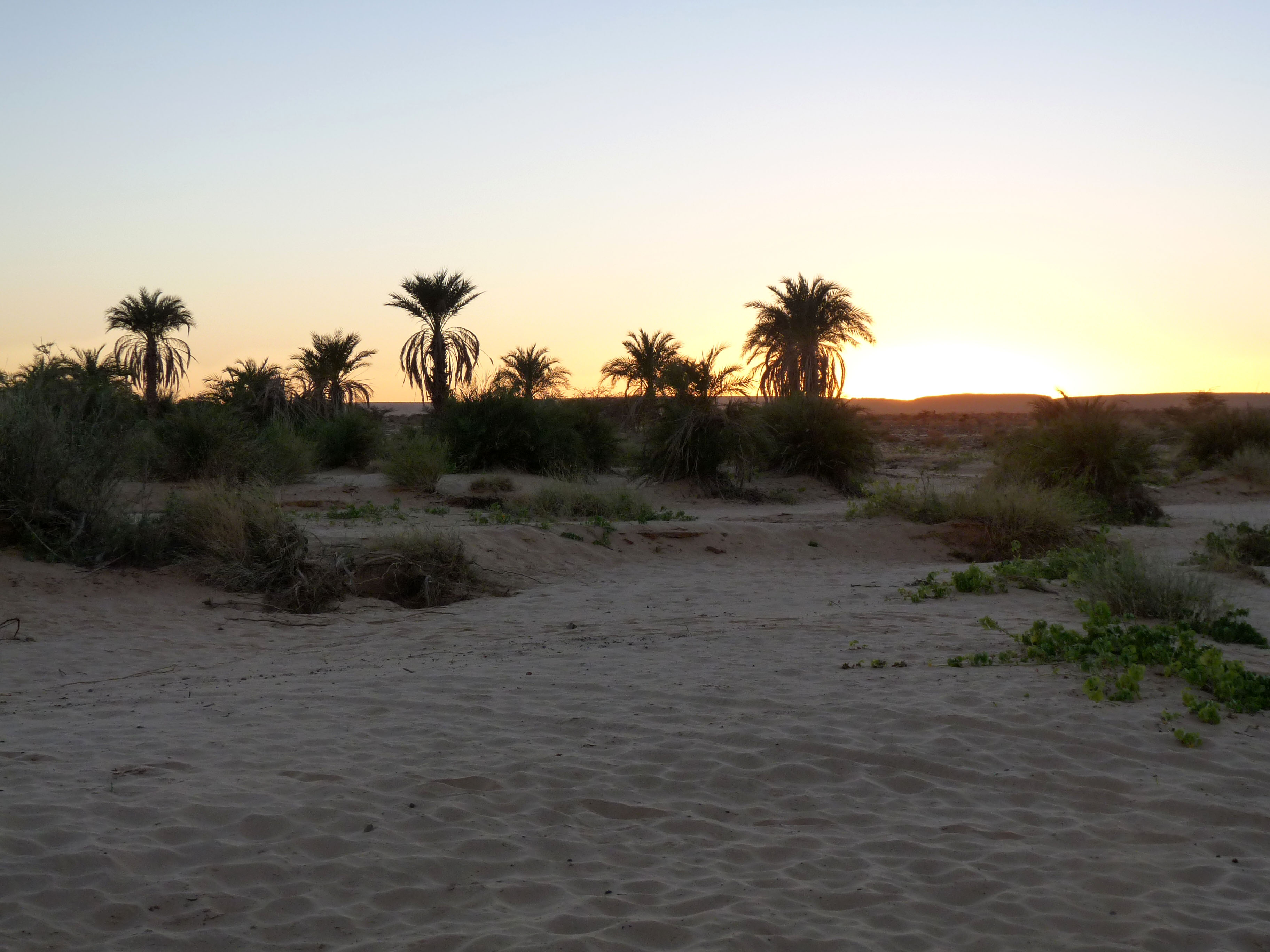
Srebrnodziobki afrykańskie gniazdują między innymi w wybitnie spustynniałej okolice Atar (Mauretania)

Srebrnodziobki afrykańskie występują głównie na nizinach, jednak stwierdzane były do 1800 m n.p.m. w Sudanie (Dżabal Marra), 2400 m n.p.m. na Półwyspie Somalijskim, w samej Etiopii i Erytrei do 1730 m n.p.m., do 1900 m n.p.m. we Wschodniej Afryce (Uganda, Kenia, Tanzania) oraz do 2200 m n.p.m. w Sada (Jemen) na Półwyspie Arabskim. Środowiskiem życia tych ptaków są sawanny, pustynne obszary z ciernistymi krzewami lub otwarte tereny z akacjami (Acacia) i balsamowcami (Commiphora) albo samymi wysokimi trawami i krzewami. Niekiedy zapuszczają się do siedlish ludzkich, w okolice domostw, ogrodów i nawadnianych terenów uprawnych. Są to jednak ptaki przede wszystkim środowisk suchych. Gniazdują między innymi w Atar (Mauretania), w okolicy wybitnie suchej i spustynniałej. Przeważnie przebywają wśród krzewów czy w żywopłotach, rzadko widuje się je na ziemi lub martwych drzewach. W większości są to ptaki osiadłe, podejmują jedynie lokalne wędrówki. Możliwe, że w Ghanie wędrują na południe po porze deszczowej. Informacje o wędrówkach pochodzą również z Mali. We wschodniej części Afryki ptaki te wędrują w stadach, podobnie jak i w Arabii Saudyjskiej po sezonie lęgowym. Są to ptaki towarzyskie, ale skryte. Na 43 obserwacje w Etiopii miało przypadać 26 dotyczących srebrnodziobków pojedynczych lub par, 18 grup liczących 3–10 ptaków oraz dwa stada (liczących blisko 25 i 200 osobników). W Erytrei częściej miano widywać stada. W Jemenie nierzadko widuje się stada liczące powyżej 50 osobników. Pod koniec sezonu lęgowego upowszechniają się wspólne noclegi.
Lot szybki i furkoczący. Srebrnodziobki afrykańskie poruszają się głównie niewielkimi skokami. Często machają lub trzepoczą ogonem lub nieznacznie go rozkładają. Pożywieniem srebrnodziobków afrykańskich są głównie nasiona wiechlinowatych (Poaceae), między innymi prosa (Panicum) i rosplenicy (Pennisetum), zbierane zarówno z ziemi, jak i z łatwiej dostępnych świeżych kłosów. Zjadają także nasiona roślin zielnych i krzewów. Prawdopodobnie żywią się wyłącznie materią roślinną. Istnieje doniesienie z 1954 o zbieraniu mszyc (Aphidoidea) z mięty wodnej (Mentha aquatica), a Gallagher i Woodcock (1980) wspominali o zjadaniu bezkręgowców. Żyjące w niewoli srebrnodziobki zawsze karmią młode tylko materią roślinną, mimo że oferowane im są bezkręgowce.
Głos kontaktowy opisywany jest jako czyste tseep! lub ostre tchwit!, odnotowywano także inne głosy kontaktowe (zapis angielski). U samca jest on pojedynczy, u samicy składa się z dwóch sylab. W locie odzywają się ciągłym tseep tseep tseep. Badany był głos kontaktowy u hybrydy srebrnodziobka afrykańskiego i mniszki białorzytnej (Lonchura striata). U mniszek opisany został przez Harrisona (1962) jako suche tritt. Zarówno u srebrnodziobka, jak i u mniszka są to raczej czyste dźwięki. W przypadku krzyżówki głos kontaktowy nie przypomina głosu przedstawicieli żadnego z gatunków, jest bogatszy. Pieśń ma formę wysokiego trylu z opadającymi i wznoszącymi się na zmianę frazami.

### Lęgi
Okres lęgowy zależny jest od rejonu występowania. Zazwyczaj przypada na koniec pory deszczowej. W Mauretanii lęgi odnotowywano od października do kwietnia, w Senegalu od listopada do stycznia. W środkowym Nigrze okres lęgowy przypada prawdopodobnie na okres od września do maja, podczas badań w Parku Narodowym W (pogranicze Nigru, Burkina Faso i Beninu) aktywność lęgową stwierdzono w styczniu. W Gambii gniazduje od września do maja. We wschodniej Erytrei okres lęgowy trwa od lutego do kwietnia, w zachodniej natomiast od sierpnia do listopada. W Etiopii lęgi stwierdzano od lutego do maja oraz we wrześniu i październiku. W Sudanie lęgi odnotowano w lutym, marcu, maju, wrześniu i październiku, są to jednak informacje z końca XIX wieku. Nowsze, z końca lat 80. XX wieku, mówią o okresie od stycznia do marca oraz od sierpnia do grudnia. W Jemenie składanie jaj rozpoczyna się w marcu. Na Półwyspie Arabskim sezon lęgowy słabo zdefiniowany, może trwać niemal cały rok. Budowania gniazd i doglądania ich nie zaobserwowano jedynie w maju i sierpniu. Samce srebrnodziobków afrykańskich podczas zalotów trzymają w dziobie źdźbło, potrząsają głową, dygają oraz kierują ogon w stronę samicy. Najpierw znajdują źdźbło i udają się do samicy. Kładą gładko pióra i kilkukrotnie potrząsają głową. Później nachylają się, kierują ogon w stronę samicy i stroszą pióra. Zwykle po tym etapie zalotów porzucają swoje źdźbło, zaczynają dygać i śpiewać. Podczas śpiewania przesuwają nogi, prostują szyję i stroszą porastające ją pióra. Jeśli samica po tych zalotach zaakceptuje samca, później dochodzi do kopulacji. Po niej zwykle następuje wspólne czyszczenie i dotykanie się dziobami.

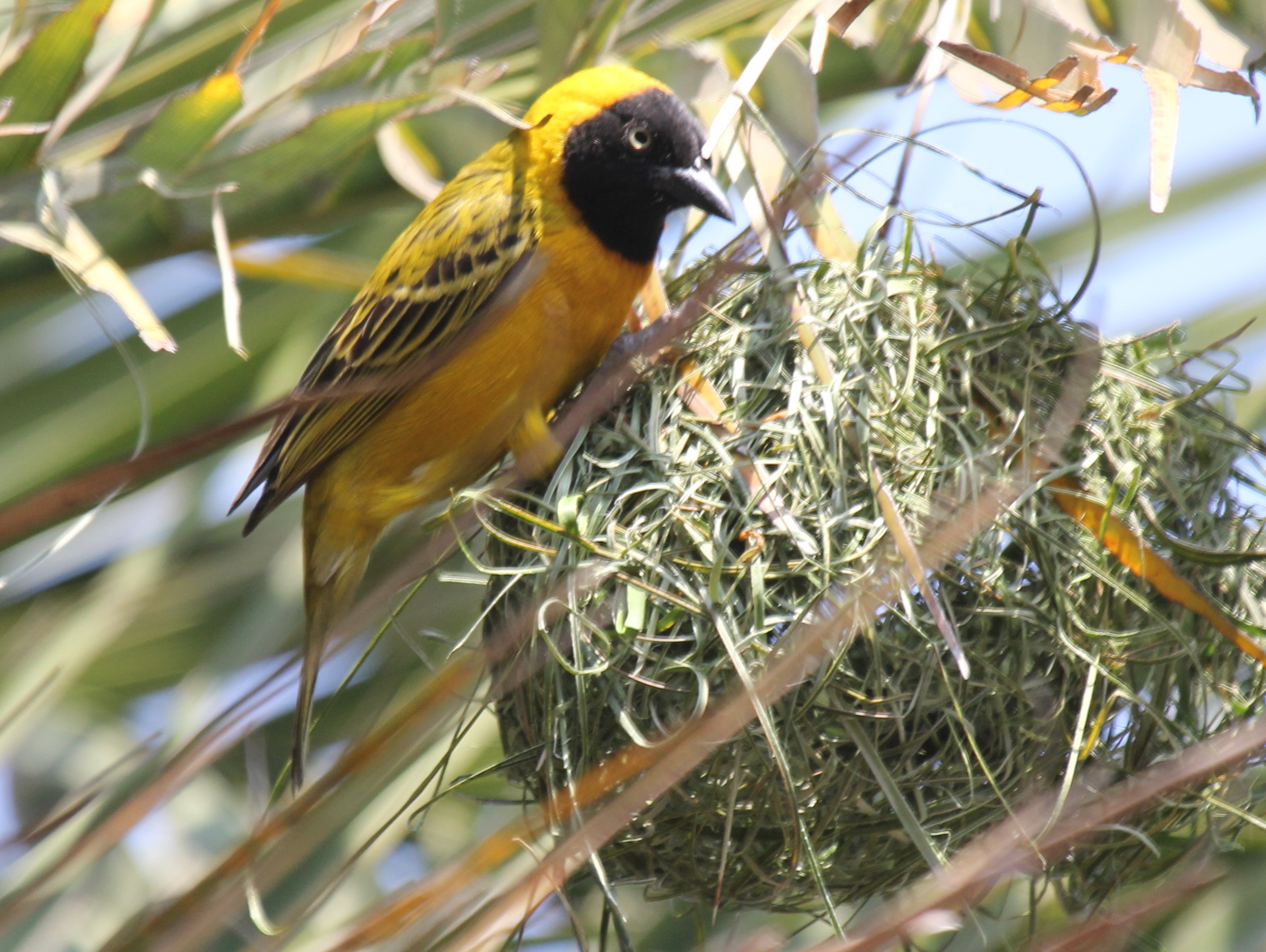
Srebrnodziobki afrykańskie często zakładają swoje gniazda w starych gniazdach wikłaczy, np. wikłacza sawannowego (Malimbus intermedius)

Gniazdo ma formę kulistej konstrukcji utworzonej ze źdźbeł traw, miękkich łodyg oraz kwiatostanów traw. Wejście umieszczone jest z boku. Wyściókę stanowią miękkimi włóknami roślinnymi, stwierdzono także używanie pajęczej sieci. W niewoli jego budowa trwa 2 lub 3 dni. Często wykorzystywane są stare gniazda wikłaczy (Ploceidae), m.in. z rodzaju Malimbus (wikłacz łuskowany, M. spekei; sawannowy, M.  intermedius; akacjowy, M. vitellinus; kasztanowaty, M. rubiginosus, rdzawolicy, M. galbula), co odnotowano już w 1954. Różne astryldy stanowią większość gatunków, których przedstawiciele korzystają ze starych gniazd wikłaczy. Gniazdo umieszczone jest gęstym krzewie, np. akacji czy głożynie cierniu Chrystusa (Ziziphus spina-christi), żywopłocie, niekiedy wśród pnączy na ścianie budynku. W Sudanie często ptaki te gniazdują pod strzechą, w daktylowcach (Phoenix) i kolczastych krzewach, w północnej Nigerii odnotowano także konstrukcje umieszczone pod okapami dachów. W niewoli wolą używać budek lub koszy. Za konstrukcję odpowiedzialne są obydwa ptaki z pary, samce natomiast zbierają materiał na gniazdo. Mieści się ono 1,5–4 m nad ziemią.
Zniesienie liczy 3–6 jaj, przeważnie jest ich 5. Odnotowano do 12 w jednym gnieździe, musiały jednak pochodzić od dwóch samic. Jaja mają białą, matową skorupkę. Van Someren & Van Someren (1945) podają średnie wymiary jaja 15,5 na 10,9 mm, jednak nie wspominają o liczbie i pochodzeniu zbadanych egzemplarzy. Samica wysiaduje sama za dnia. Choć samiec może ją zastępować podczas jej przerw na pożywienie się, zasugerowano, że nie bierze udziału w opiece nad lęgiem. Noc obydwa ptaki spędzają w gnieździe. Inkubacja trwa 11–13 dni. Pisklęta klują się nagie. Ich skóra ma czarny, niebieskawy kolor, na grzbiecie występuje rzadki puch. Obecne grube, białe zajady. Podniebienie żółte, przechodzi przez nie aż po boki wnętrza dzioba czarny pas. Z tyłu podniebienia występują drobne, bezbarwne brodawki. Wzór ten przypomina ten w dziobie piskląt srebrnodziobków indyjskich. Pisklęta karmione są wyłącznie pokarmem roślinnym. Są w pełni opierzone po blisko 21 dniach życia, a po kolejnym miesiącu usamodzielniają się. W niewoli osiągają dojrzałość płciową w wieku 4 miesięcy, jednak niewielka jest szansa, że tak młody ptak pomyślnie wyprowadzi lęg.

### Pasożyty i choroby
Stwierdzono pasożytnictwo lęgowe ze strony wdówki białobrzuchej (Vidua macroura). We krwi srebrnodziobka afrykańskiego z Nigerii odnotowano Haemoproteus nisi, pasożytniczy apikompleks. W 1975 u importowanego do USA ptaka wykryto niezidentyfikowanego zarodźca (Plasmodium). Źródło z 1938 mówi o stwierdzeniu u importowanego ptaka nieokreślonego gatunku Isospora (kokcydia, Coccidiasina). Z przedstawiciela E. cantans z Matam (Senegal) wykazano w 2010 nieznany dotąd gatunek wszoła (Phthiraptera) – Brueelia cantans. Morfologicznie przypomina on wszoły bytujące na wikłaczach (Ploceidae).

## Status i ochrona

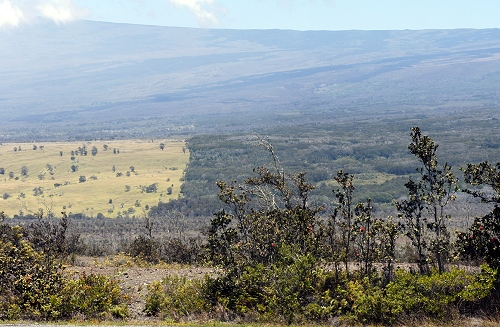
Wprowadzone na Hawaje w latach 70. XX wieku srebrnodziobki występują w Parku Narodowym Wulkany Hawaiʻi

IUCN uznaje srebrnodzionka afrykańskiego za gatunek najmniejszej troski (LC, Least Concern) nieprzerwanie od 1998 (stan w 2018). Trend populacji uznawany jest za stabilny w związku z brakiem widocznych zagrożeń (według danych IUCN z 2016). E. cantans nie jest uwzględniony w żadnym z załączników konwencji waszyngtońskiej (CITES; 2018), choć niegdyś był uwzględniony w Załączniku 3 dla kilku państw i znajdował się w Aneksie C rozporządzenia UE. W 2007 rząd RPA wystosował wniosek o wciągnięcie srebrnodziobka afrykańskiego na listę Załącznika 3 wraz z innymi wyszczególnionymi we wniosku gatunkami. W bazie Species+ zamieszczona jest lista z informacjami na temat okresowego zawieszenia zezwoleń eksportowych lub na dowolny rodzaj handlu. Ograniczenia takie wprowadzano dla Nigerii, Gambii, Dżibuti, Somalii, Mauretanii i Gwinei.
Srebrnodziobek afrykański został odnotowany we wschodniej części Parku Narodowego Tsavo (Kenia). W 1980 miał być tam rzadko goszczącym ptakiem. Stwierdzany był także w Parku Narodowym Nairobi jako rzadki gość. Według danych z 2004 pojawił się tam w 1979, później dopiero 24 sierpnia 2004 zaobserwowano go ponownie. Była to para. Źródło z 1982 mówi o jednokrotnym pojawieniu się tego ptaka w Parku Narodowym Serengeti (Tanzania) – w 1972. Lista gatunków znajdująca się na stronie parku (opublikowana w 2003) wymienia ten gatunek jako rzadki, zalatujący do parku. Podczas badań terenowych, których wyniki opublikowano w 2016 roku wykryto ten gatunek w Parku Narodowym Nimule 
(Sudan Południowy). Dane z 2007 mówią o jednokrotnym (styczeń 1978) odnotowaniu srebrnodziobka afrykańskiego w Parku Narodowym Mole (Ghana). W 2003 określony jako częsty w Parku Narodowym W. W 1979 miał być rzadkim ptakiem w przylegających do siebie parkach narodowych Pendjari (Benin) i Arly (Burkina Faso), odnotowanym podczas badań tylko w marcu i grudniu. Występuje również w Rezerwacie Przyrody Aïr i Ténéré (Niger). Stwierdzony we wpisanym na listę światowego dziedzictwa UNESCO Parku Narodowym Oiseaux du Djoudj (Senegal). Według danych służb Parku Narodowego Wulkany Hawaiʻi z 2015 roku na jego obszarze introdukowane srebrnodziobki afrykańskie są rzadkie.
Między 1998 a 2008 odnotowano przemyt tego gatunku na terenie Polski.

## W niewoli
W swoim A general synopsis of birds (1783) Latham wspomniał o importowaniu dużych ilości tych ptaków do Europy. Miały one dobrze śpiewać i żyć krótko w europejskim klimacie. Srebrnodziobki afrykańskie dotarły do Europy później od indyjskich, które mieli sprowadzić mający swoje kolonie w Indiach Portugalczycy już na początku XVI wieku. Większość importów dotyczyła ptaków z zachodniej Afryki. Jako że hodowcy nie odróżniali ptaków obydwu podgatunków, w większości w Europie srebrnodziobki afrykańskie są mieszańcami między reprezentantami A. c. cantans i A. c. orientalis. Krzyżowanie srebrnodziobków afrykańskich i indyjskich, choć spotykane, nie jest zgodne z dobrą praktyką hodowlaną, do tego krzyżówki są dyskwalifikowane na czempionatach. W klasyfikacji Polskiej Federacji Ornitologicznej srebrnodziobki afrykańskie należą do sekcji F1 – egzotyki udomowionej. PFO wyróżnia 10 klas wystawowych tych ptaków.
Srebrnodziobki nie są wymagającymi ptakami. Przy hodowli tych ptaków należy pamiętać, że są towarzyskie i wymagają obecności innych srebrnodziobków afrykańskich – trzymane z mniszkami mogą krzyżować się dając bezpłodne mieszańce. W wolierze zewnętrznej mogą być trzymane od kwietnia do października, dopóki temperatura nie spadnie poniżej 10 °C. Trzon diety stanowić powinna standardowa mieszanka dla astryldów – głównie różne rodzaje prosa, kanar, murzynek, nasiona traw, cykorii, sałaty, wiesiołka dwuletniego i babki lancetowatej). Właściwym uzupełnieniem diety będą podawane do dwóch razy w tygodniu skiełkowane nasiona, pokarm jajeczny oraz suszone owady, a w okresie przed składaniem jaj i karmienia piskląt także dodatkowy pokarm jajeczny. Srebrnodziobki mogą dodatkowo jeść całe wiechy prosa oraz świeże i suszone zielonki – jak mniszek lekarski, krwawnik, sałata, cykoria, pokrzywę, jeżówkę wąskolistną, marchew, ogórek, jabłko. W niewoli ptaki te żyją zazwyczaj około 5 lat, znane były przypadki dożywania 12.